# Эковенция
Эковенция (англ. Ecovention) ― термин, предложенный Эми Липтон и Сью Спаид в 1999 году для обозначения вмешательства экологического искусства в процесс деградации окружающей среды. Движение эковенции в искусстве тесно связано с ленд-артом, земляными работами, энвайронмент-артом и ландшафтной архитектурой, хотя при этом и стоит особняком. Многие эковенцистские произведения являются отражением отличительных черт проектов общественных сооружений, таких как очистные канализации, городские скверы, свалки, шахты и проекты устойчивого строительства. 
Термин «эковенция» является сочетанием слов «экология» и «интервенция» (или «вмешательство»). Его смысл заключается в том, чтобы конкретизировать вид искусства, который намекает на вмешательство художников в процесс деградации природных территорий: все они пытаются привлечь общественное внимание к эти проблемам и предложить возможные пути их решения. Необходимость восстановления природы заставляет художников вступить в процесс сотрудничества с ней в социальном плане. Они помогают выработать новую парадигму и предложить то, как искусство может помочь обществу не только в социальном или политическом смысле, но также и в непосредственном участии в судьбе планеты. 
Художники сосредоточены на различных аспектах творчества: биологическом, культурном, политическом или историческом.  В движении вовлечены разные профессионалы: архитекторы, ботаники, зоологи, инженеры, экологи. Все они используют новые методы, чтобы преобразовать 
и стабилизировать окружающую среду, восстановить природные ресурсы. Работы эковентистов имеют общую цель ― побудить зрителя посетить эти пространства дабы повысить уровень их осведомлённости и, в свою очередь, проложить дорогу новым позитивным изменения. 
Среди художников, ассоциированных с движением, называют следующие имена: Джозеф Бойс, Мела Чина, Агнес Денес, Хелен и Ньютон Харрисон, Ocean Earth, Роберт Смитсон, Ален Сонфист и Мирл Ладерман Юклс.

## Выставки
В 2002 году в Центре современного искусства Цинциннати в Огайо прошла выставка Ecovention. По материалам выставки центром искусства совместно с Greenmuseum также был издан каталог под тем же названием.
Эковентисты проводили и другие крупные выставки, например «Earth Art» (1969), которая прошла в Корнелльском университете, «Elements of Art: Earth, Air and Fire» (1971) в Бостонском музее изящных искусств, «Earthworks: Land Reclamation as Sculpture»(1979) в Сиэтлском художественном музее и «Fragile Ecologies»(1992) в Королевском художественном музее, организованная куратором Барбарой Матильски. Выставка Ecovention Europe прошла осенью 2017 года в Де Домиен, Ситтард, Нидерланды; её куратором выступила Сью Спаид, которая также представила сочинение, посвящённое дискуссии о том, что из себя представляет экология.